# Fritz Oeser
Pour les articles homonymes, voir Oeser.
Fritz Guillaume Paul Oeser (Gera/Untermhaus, 18 mai 1911 – Cassel, 23 février 1982) est un musicologue allemand. Il est connu surtout pour ses révisions critiques de l'opéra Carmen, de Georges Bizet (1964) et Les Contes d'Hoffmann de Jacques Offenbach (1976) pour lesquels il a rédigé des rapports détaillés et critiques. 

## Biographie
Oeser étudie la musique et la musicologie à partir de 1930 à l'école de musique de Leipzig. Il étudie la musicologie avec Helmuth Schultz et Theodor Kroyer. En 1939, il soutient sa thèse de doctorat Die Klangstruktur und ihre Aufgabe in Bruckners Symphonik (édité en 1941). En 1939, il épouse la cantatrice Anna Maria Augenstein (1912–2010). Le couple a eu une fille et deux fils, dont le traducteur et éditeur, Hans-Christian Oeser. À partir de 1940, il est soldat au cours de la Seconde Guerre mondiale et, en 1946, en France, libéré de captivité. 
En 1947, il s'installe avec sa famille, et dirige la maison d'édition Bruckner-Verlag (anciennement Musikwissenschaftlicher Verlag Wien) de Leipzig à Wiesbaden. En 1955, jusqu'à sa retraite en 1971, il se déplace à Cassel et la Bruckner-Verlag est renommée « Alkor-Edition » pour devenir filiale de la maison Bärenreiter,.
Oeser a édité différentes compositions d'Anton Bruckner, par exemple, en 1950, il a publié la deuxième version de la troisième symphonie en ré mineur.
Oeser se consacre — parfois sous le pseudonyme de Paul Friedrich — principalement à la traduction des livrets, mais aussi en tant qu'arrangeur – des symphonies de Ján Cikker, Christoph Willibald Gluck, Carl Millöcker, Rimski-Korsakov, Tchaïkovski, Charles Gounod (Faust, 1972), Jacques Offenbach  (Les Contes d'Hoffmann, 1975) ou de Rossini. Dans de nombreux cas, comme pour Carmen (1964), il requiert la collaboration de grands metteurs en scène de sa génération, tels que Walter Felsenstein et Günther Rennert.

## Ouvrages
- (de) Die Klangstruktur der Bruckner-Symphonie [« La structure sonore de la Symphonie de Bruckner »], Leipzig, 1939, 98p.  lire en ligne [PDF]